# Supercoppa bulgara 2019 (pallavolo maschile)
La Supercoppa bulgara 2019 si è svolta l'11 ottobre 2019: al torneo hanno partecipato due squadre di club bulgare e la vittoria finale è andata per la prima volta all'Hebăr.

## Regolamento
Le squadre hanno disputato una gara unica.

## Squadre partecipanti
| Squadra    | Qualificazione                       | Ultima partecipazione   |
| ---------- | ------------------------------------ | ----------------------- |
| Neftohimik | Vincitrice Superliga 2018-19         | Supercoppa bulgara 2018 |
| Hebăr      | Vincitrice Coppa di Bulgaria 2018-19 | Debutto                 |

## Torneo
| 11 ottobre 2019 Hristo Botev Hall, Sofia Durata: ? - Spettatori: 1 500 | Neftohimik | 0 - 3 | Hebăr | 29-31, 20-25, 18-25 |